# Storia dell'arredamento
(Paolo Giardiello)
La storia dell'arredamento si sviluppa di pari passo con la storia vera dell'uomo, come si può riscontrare dalla storia dell'arte o dei costumi di un popolo.

È l'uomo a creare il suo ambiente e l'arredamento ed il mobilio appartengono direttamente alla sua coscienza ed a quel patrimonio spirituale che si è venuto gradatamente formando nel corso dei secoli.
L'arredamento in sé non è però considerato una vera e propria forma d'arte, ma piuttosto un insieme di arti differenti e di tecniche in un vasto campo che va da quelle maggiormente impegnative (come architettura, pittura, scultura) a quelle che richiedono un impegno più relativo e sono soprattutto una questione di gusto (ceramiche e mobili).

## L'antichità

### Preistoria
Già l'uomo primitivo cercava di rendere maggiormente vicina alla sua vita la propria abitazione. Il suo arredamento era costituito per la gran parte di poche e rozze suppellettili, occasionalmente lavorate con grande perizia. Da quell'epoca sono comunque arrivate fino a noi anche esempi di vera arte come la grotta di Altamira o di Lascaux, non a caso definita la Cappella Sistina della Preistoria per i suoi meravigliosi dipinti.
Dall'esame di questi reperti si può dedurre che, in qualsiasi epoca l'uomo abbia vissuto, ha sempre cercato di dare una parte di sé stesso alla casa: confortevole per lui ed utilissima oggi agli studiosi che, studiando quanto ritrovato in tombe o in case e luoghi sepolti, hanno potuto ricostruire il vario progredire della tecnica umana. Un denominatore comune a tutte le antiche civiltà è che la casa rappresenti il punto di saldatura tra il Cielo e la Terra ed era anche il luogo dove annualmente un uomo eletto, investito del potere del cielo, ed una donna eletta, investita del potere della terra, si congiungevano per propiziare la pioggia, i raccolti e la prosperità. Quindi la proto-casa rappresentava il Cosmo e divenne il prototipo della casa delle epoche successive. I mobili, già nell'antichità sono di due tipi: quelli che sorreggono e quelli che contengono; se i primi si rifanno a forme animali, i secondi a forme architettoniche.

### Antico Egitto

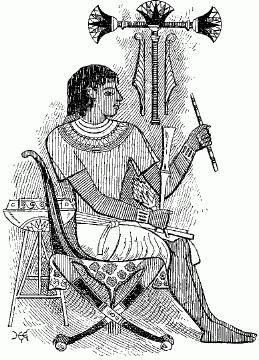
Ornamenti egizi

Nell'antico Egitto, al tempo delle prime dinastie, si usavano suppellettili e mobili di un gusto finissimo. Essi adornavano case signorili, templi e tombe. Proprio grazie alle tombe sono giunti fino a noi preziosissimi mobili originali come tavolini, poltrone, seggiole, oltre a vasellame, gioielli, vesti e ninnoli vari. Il fasto degli ambienti che si accompagnava al loro uso ci è tramandato dalle pitture murarie da cui si intuisce l'esteso uso di decorazioni parietali, tendaggi e tappeti. I materiali impiegati nella costruzione dei mobili (tra i quali figurano anche le sedie pieghevoli) furono legni pregiati ed avori.

### Mesopotamia, ebrei e fenici

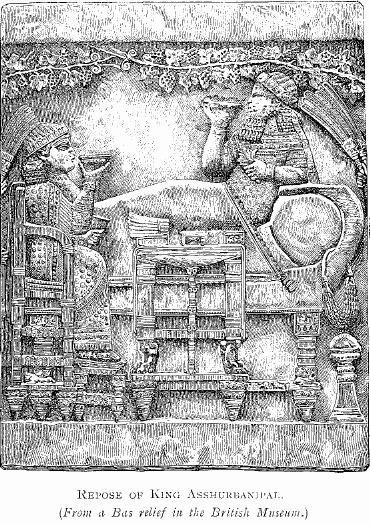
Riposo del re Asshurbanipal

Non meno ricco era l'arredamento dei paesi della Mesopotamia. In particolare tra gli assiri comparirono troni, letti e sedie decorate con gambe animalesche; il mobilio venne variamente arricchito con intagli in avorio e legni di pregio.
I popoli semitici mediterranei (essenzialmente ebrei e fenici) invece non svilupparono un proprio stile nell'arredamento ma si rifecero agli assiri ed ai babilonesi. Si distingue per originalità, nel mondo ebraico, il letto di Salomone costruito in cedro con pilastri in argento.

### Civiltà minoica
Il centro della migliore espressione ed uso dell'arte decorativa nell'antichità è oggi individuata in Creta con la civiltà minoica. Le pitture di alcuni celebri palazzi di Cnosso con il suo grandioso trono, Festo, Hagía Triáda, le ceramiche di Camarès, i vasi, gli ori e tutti i ritrovamenti oggi esposti nei maggiori musei offrono testimonianza viva di un gusto di estrema eleganza e finezza e di un altissimo e mirabile senso di vita. Da lì discendono le origini dell'arte greca e romana.

### Antica Grecia

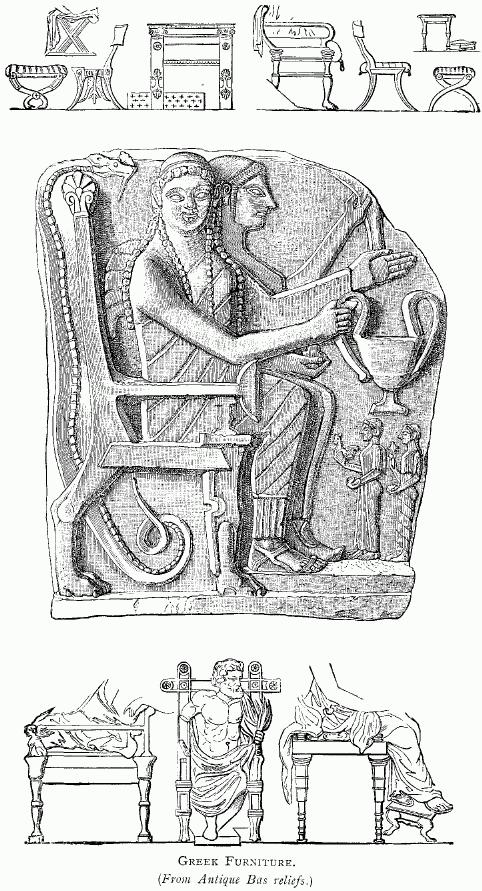
Arredamento greco

Non abbiamo molti resti della Grecia arcaica. Dai ritrovamenti archeologico e dalle abbondantissime e preziose descrizioni di Omero è possibile ricostruire il passaggio graduale allo splendore ellenico dopo la dura invasione dorica.

Di sicuro nella casa signorile greca di età classica o ellenistica erano diffuse le pareti dipinte, i soffitti stuccati ed i quadri appesi alle pareti.

Mobile fondamentale era il talamo (di forma varia), sedie, tavolini rettangolari o rotondi (spesso su tre piedi), cassoni per riporre gli oggetti di uso corrente. Molti fra questi mobili o suppellettili passarono pressoché identici nella casa romana. Peculiare è stata la sedia greca, definita anche come "calco del corpo umano" grazie al profilo armonioso di curve che evidenziano la posizione del corpo umano ed al profilo elegante, di tipo "equino" che richiama alla figura del cavallo, destinato a trasportare l'uomo negli spostamenti.

### Etruschi e Romani

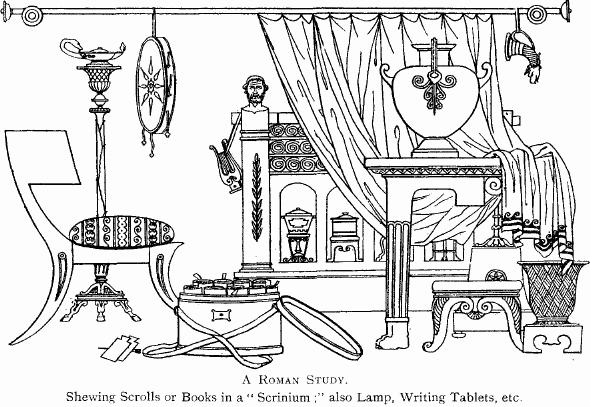
Uno studio romano

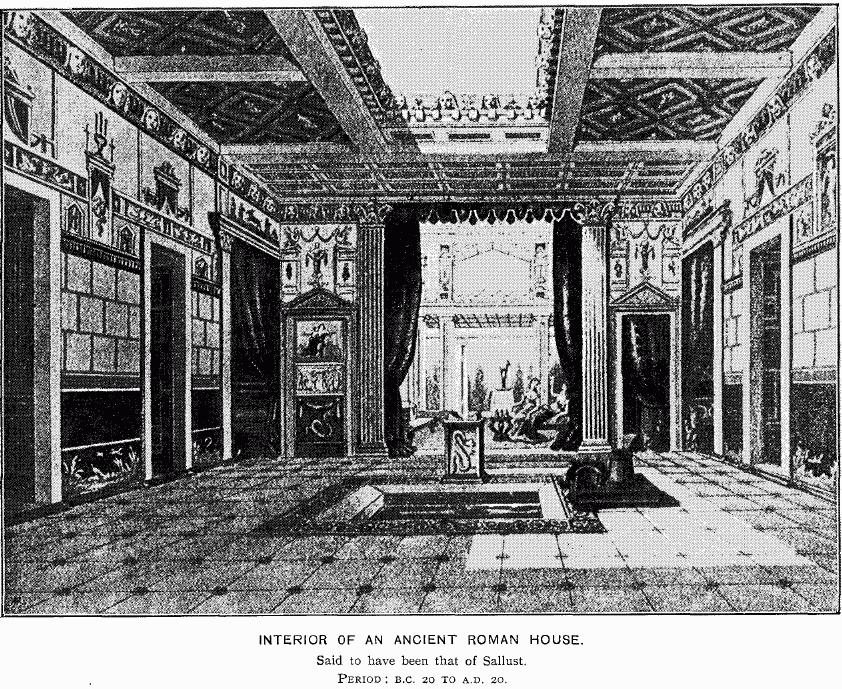
Interno di una casa romana

I letti geometrici greci ed etruschi trassero forse spunto dai letti fenici e siriaci; i letti con gambe tornite compaiono ai primi del VI secolo a.C.: essi vennero anche usati per rimanere in posizione adagiata durante i banchetti.
A Roma, dall'età augustea in poi, si può notare un continuo arricchimento dell'arredamento che fece delle case patrizie le più ricche e sfarzose del mondo antico. I celebri ritrovamenti di Ercolano e Pompei ne sono la prova più convincente.

Le spalliere (nel V secolo a.C. erano comparse quelle oblique) tendono a divenire sempre più alte, mentre il letto si trasforma in veri e propri divani. Il triclinio romano per il banchetto inizialmente era formato da tre letti disposti intorno ad una tavola che successivamente diverrà un divano unico a forma di un sigma circolare.

La principale innovazione dell'epoca furono gli armadi a muro. Ma furono le seggiole ad avere una grande importanza nella vita del romano ed alcune erano delle vere opere d'arte: usarono la sedia curiale, il subsellium (una specie di sgabello molto largo) e la cattedra (in bronzo o in pietra), tutte finemente scolpite ed ornate.

Nella lavorazione dei mobili erano già in uso l'incrostazione dell'avorio. I materiali usati per le gambe furono anche argento, bronzo e marmo.

L'arredamento era completato da varie suppellettili (candelabri, lampade, incensieri, ecc.) e da tappeti, cuscini e tendaggi.
Tanto nella Grecia ellenistica quanto in Roma l'abitazione veniva decorata anche con ricchi mosaici e stucchi policromi.

## Medioevo

### Il Romanico

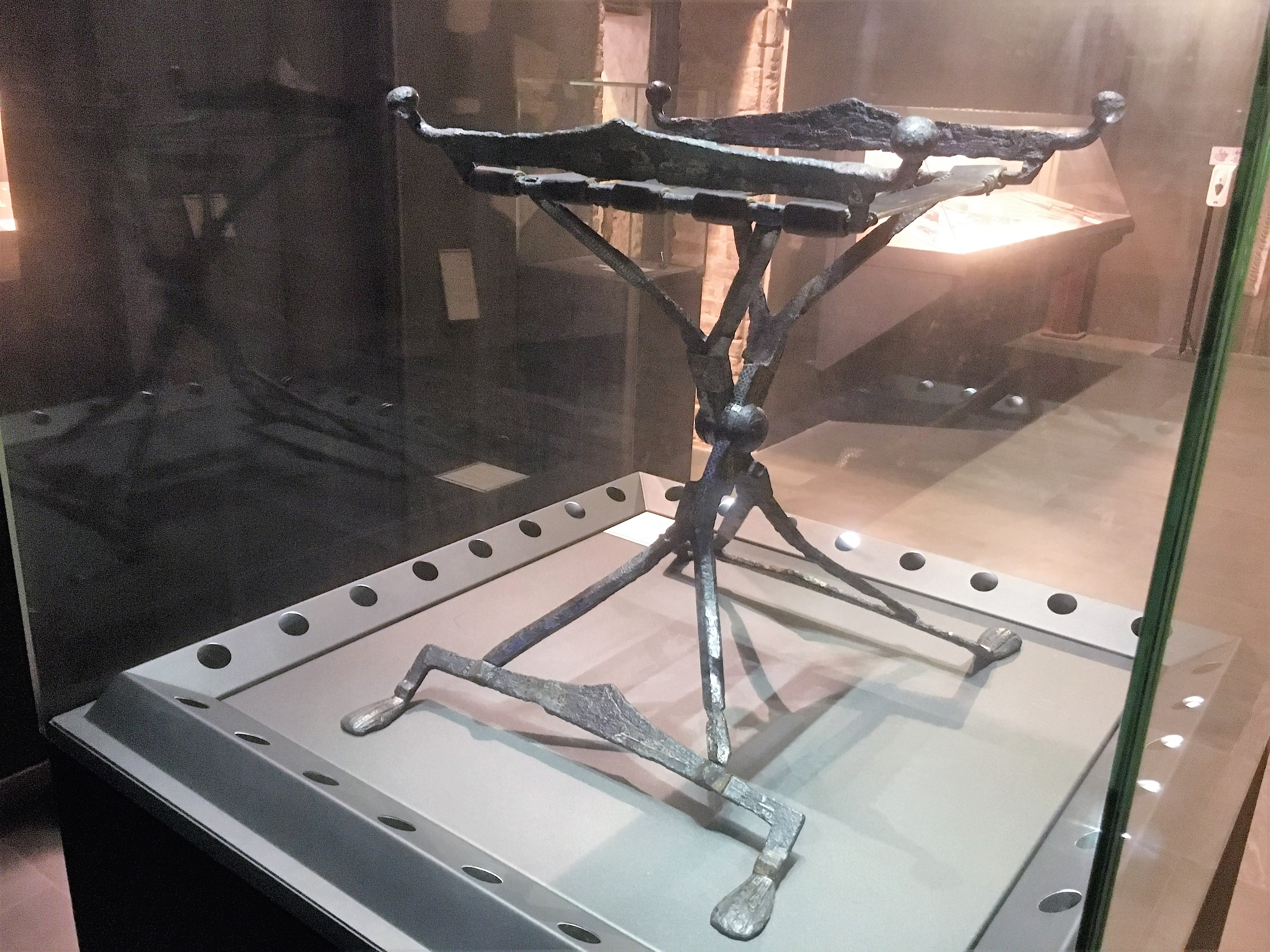
La Sella Plicatilis, Pavia, Musei Civici.

Delle rarissime testimonianze pervenuteci del Medioevo, la maggior parte sono quelle riguardanti le chiese, con l'eccezione della Sella Plicatilis, un rarissimo esempio di sedia pieghevole altomedievale rinvenuta a Pavia. Dal loro studio si deduce un generale impoverimento degli ambienti interni rispetto alla ricchezza e grandiosità dell'epoca precedente ma sui mobili di lusso, sia sacri sia profani, si osserva il perfezionamento dell'impiego dell'avorio e del metallo. È lo stile romanico.
Ovviamente l'uomo alle mutate condizioni di vita affiancò mutamenti anche nel campo dell'arredamento.

Nacquero l'armadio verticale e la madia (mobile da cucina a forma di cassa dotato di vani per conservare il cibo e di un ripiano per impastare). I mobili, i cofani (casse con coperchio bombato), gli sgabelli ed i letti variano il loro uso mentre il mobile fisso non apparirà che verso il 1400 per ornare i castelli che fino ad allora non avevano aspirato che ad arredi più facilmente trasportabili a dorso di mulo o su carro. Con il tempo anche le pareti sono tinteggiate o arricchite da tele dipinte ed i primi tappeti cominciano a coprire i pavimenti.

### Il Gotico

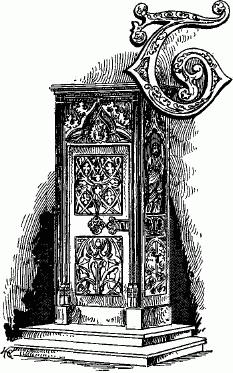
Mobile gotico

Notevoli sono soprattutto i mobili del periodo gotico che si distinguono anche nel metodo di decorazione: mentre i mobili romanici venivano dipinti, lo stile gotico propone la decorazione a scultura con riproduzione di motivi architettonici.

Si sviluppa, con il tempo, anche la tecnica per la costruzione dei mobili: ora si imposta prima lo scheletro, solidamente intelaiato da assi verticali e orizzontali, che poi è ricoperto da pannelli di legno diverso. I mobili acquistavano così un aspetto più leggero ed elegante.
Nelle case private i mobili rimangono però pochi, semplici ed essenziali e rispondono alle comuni esigenze di vita: di carattere pratico, essi presentano dimensioni proporzionatamente adatte all'uomo ed al suo ambito. Per la sua versatilità il cofano diviene il mobile fondamentale potendo essere utilizzato di volta in volta come armadio, sedia e persino letto.

Un bel mobile di quest'epoca è il leggio. Più tardi questo pezzo lascerà il suo uso di carattere civile per passare a quello ecclesiastico.
 
Sui letti venivano collocate cortine ricamate con stemmi o seminati di stelle.
Nel 1332 ad Asburgo nacque la prima segheria e finalmente le assi poterono essere costruite dello spessore voluto. Questo consentì un sensibile miglioramento nella costruzione di mobili con immediati giovamenti nell'arredamento della casa. I mobili, infatti, sono sempre più richiesti dalla nascente borghesia artigiana e commerciale in seguito alle mutate condizioni sociali.

Non a caso in quegli anni nasce anche la prima corporazione artigianale di mobilieri.
All'uso delle vetrate policrome, un'altra altissima manifestazione delle forme artigianali del periodo gotico, si deve un arricchimento sempre più completo e più caldo degli ambienti, soprattutto le chiese.

## Stile Rinascimento
Nel XV secolo nasce a Firenze il Rinascimento, stile che trova ispirazione all'antichità classica, rifiutando le concezioni medioevali. Partendo dall'Italia esso si diffonderà anche nel resto d'Europa soppiantando pian piano lo stile Gotico.

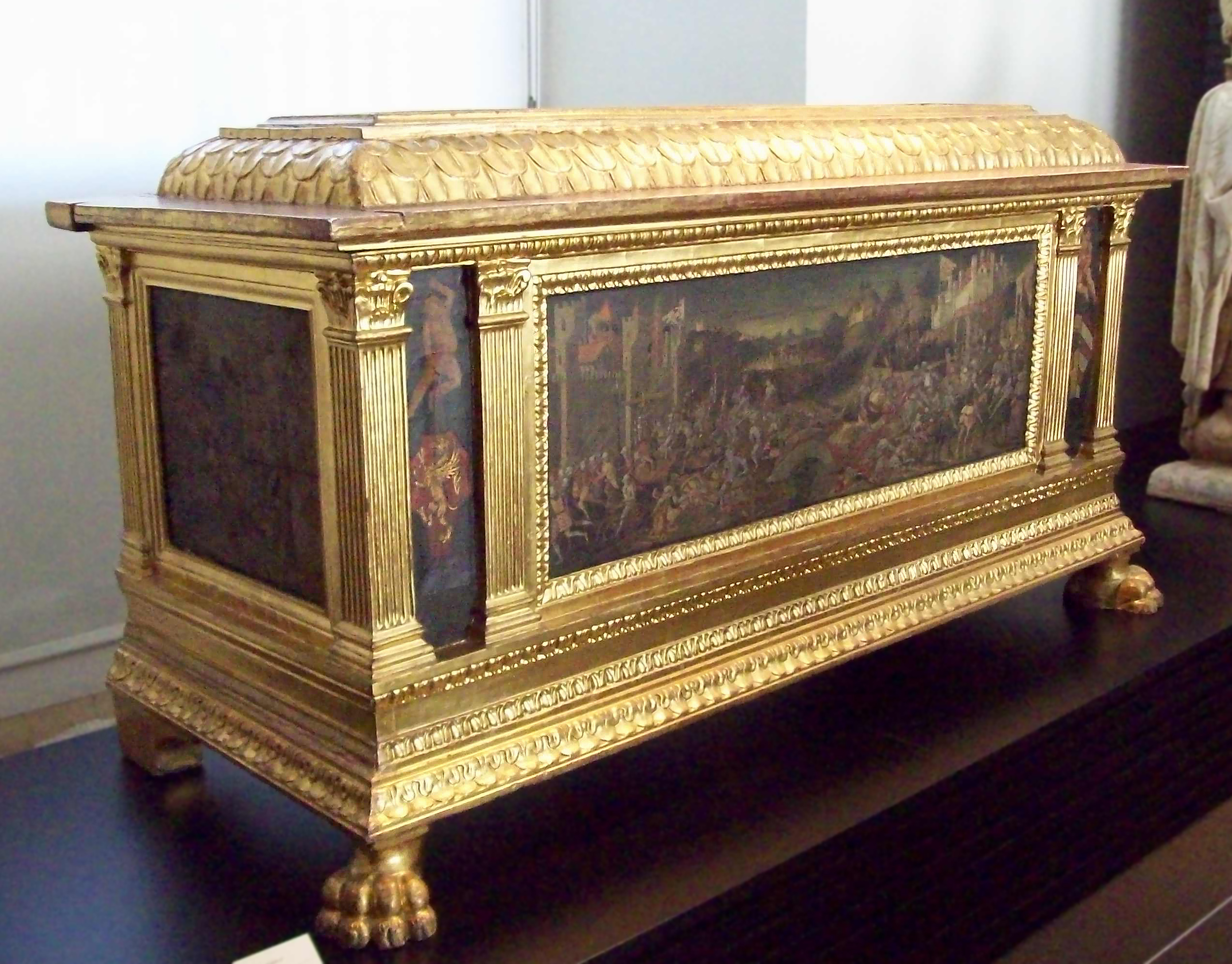
Cassone nuziale fiorentino del XV secolo (M.A.N., Madrid)

Rifiorisce anche il gusto per l'arredamento con i mobili che acquistano una nuova importanza spaziale in armonia con l'architettura della casa: eleganti, mai eccessivamente sfarzosi, risentono di quella ricerca di benessere e di comodità che caratterizza l'epoca.
 
Questo nuovo gusto è ancora visibile nei palazzi cittadini e negli antichi castelli medioevali fuori città dove gli artisti di maggior fama decorarono pavimenti, soffitti, mobili ed argenteria. Soprattutto la ceramica vive un grande sviluppo.
L'arte del mobilio, con caratteristiche proprie da regione a regione, continua ad essere influenzata dall'architettura che persegue la ricerca dell'armonia di linee e proporzioni: gli ambienti sono decorati con colonne, pilastri, fregi, modanature e medaglioni mentre armadi, cassettoni e credenze assumono l'aspetto di piccole edicole sormontate da frontoni e nicchie.
Il mobile, dunque, diventa un'opera d'arte nonostante sia sempre un oggetto di uso quotidiano. In Germania fu a tal punto pieno di sovrastrutture decorative da perdere a volte gran parte del suo carattere originale.
Per quanto riguarda i materiali costruttivi, nel rinascimento si preferisce il legno di quercia e di noce o di ebano utilizzando chiodi ed incrostazioni d'oro, d'avorio e di madreperla per le decorazioni.
In Italia si crearono anche nuovi mobili quali i cofani nuziali, le cassapanche ed i baldacchini a forma di colonne per i letti. Di quell'epoca sono anche i sécrétaires, le credenze e le sedie imbottite.

Molto diffuso è l'inginocchiatoio che si trova non solo negli edifici destinati al culto ma anche nelle case private. Compaiono le prime specchiere che avranno grande fortuna nei secoli successivi, fra le quali, sono da segnalare, quelle fiorentine, veneziane e genovesi.
Il tavolo non è più un mobile smontabile ma è solido, con un piano robusto e ben levigato e con gambe tornite. Tra le varie forme di tavolo bisogna ricordare il fratino tipico dei refettori: due gambe semplici o tornite a forma di colonna che reggono una tavola e sono poi inchiodate e fissate con spine a due capi del tavolo.
Nell'arte del mobilio dell'epoca si distingue anche la Francia dove, a partire dal XV secolo, lo stile dei mobili prende il nome del sovrano regnante (Luigi XIV, XV,...). Le decorazioni francesi in particolare sono caratterizzate da un miscuglio di foglie, animali e motivi architettonici.

## Stile Barocco
Nel tardo Rinascimento in Italia nacque il Barocco che proponeva motivi nuovissimi in architettura che influenzarono anche l'arte del mobile, dell'arredamento e della decorazione interna. In questi, comunque, il passaggio fu graduale perché alcuni mobili continuarono a mantenere qualcosa di medioevale.
L'arricchimento progressivo della forma e delle strutture si manifesta all'inizio attraverso certi elementi che solo in seguito diverranno parte integrante del mobile. Se ne ritrovano le prime tracce alla fine del Rinascimento, ben visibili nel cosiddetto armadio di Rubens. Negli anni successivi gli stessi motivi ornamentali furono sempre più visibili nelle sedie, negli armadi e nei tavoli propriamente barocchi grazie all'adozione di colonne a chiocciola e decorazioni con conchiglie e foglie d'acanto.
In sintesi, la caratteristica pregnante dei mobili e delle varie decorazioni dell'epoca è data dal movimento di masse architettoniche:
- predilezione per le linee curve e sinuose
- sfoggio di dorature e di materiali pregiati, come pietre o metalli.

Un identico gusto si ritrova anche nelle argenterie, nelle posaterie e nei soprammobili.
Gli ebanisti iniziano ad unire i motivi decorativi agli elementi di costruzione. In alternativa alla ben affermate tecnica dell'incisione e della scultura si comincia ad usare anche quella dell'impiallacciatura (innesto sulla superficie dei mobili di sottili tasselli di legno pregiato o anche squame di tartaruga). Oltre il noce molto diffusi sono i legni esteri.
Una delle ragioni dello sviluppo dell'arredamento del tempo fu lo sviluppo delle corti reali e principesche che chiedevano mobili capaci di decorare i grandi saloni creando ambienti gradevoli. Nei grandi saloni vengono inserite le consolles dai piani di marmo più o meno pregiato o riccamente colorato, le immense specchiere, le poltrone, le sedie, i divani, i tavoli,... tutti indistintamente di grandi proporzioni. Spesso sui piani dei tavoli si usò la decorazione a finto legno o marmo fra i vari intarsi o pitture.
L'oro, in questo stile, è molto presente.
L'arredamento barocco da Roma, dove ottenne fin dall'alba del '600 un grande successo, si diffuse nelle altre regioni italiane: nel Piemonte, nel napoletano, in Sicilia e a Venezia.
Il barocco romano giunse anche in Francia dove si sviluppò con forme proprie di levità e di grazia divenendo noto come stile Luigi XIV dal nome del Re Sole, il sovrano dell'epoca.

Questa trasformazione deriva dalle modificazioni che allora subì la Francia: nel clima assolutistico imposto dal Luigi XIV tutto il mondo vedeva il suo centro nella persona del re che era sulla vetta della scala sociale. Di conseguenza tra le varie rigorose etichette di corte vigeva anche quella che prescriveva per ogni persona il tipo di sedia per sedere davanti al re, stabilendo anche l'altezza dello schienale.
Lo stile Luigi XIV dominò su tutti gli altri stili e dalla Francia e si diffuse in tutta Europa eccetto che in Spagna dove forte era l'influenza napoletana e siciliana si continuava a preferire il Barocco italiano reinterpretandolo con grandi appesantimenti. In particolare, in Sicilia a Trapani si creava arredamento rivestito in corallo che ebbe molto successo in tutte le corti europee.
Con l'inizio dell'epoca assolutistica, in Europa, e la diminuzione dell'importanza della borghesia nella "cosa pubblica", si creò come reazione una maggior attenzione dei borghesi verso la sfera domestica culminato con il rituale del consumo del mobilio, dove lo sfoggio prese il sopravvento sull'utile e la cura del mobilio prese il posto del ricamo, del tessere arazzi, del preparare conserve, etc.

## Stile Rococò

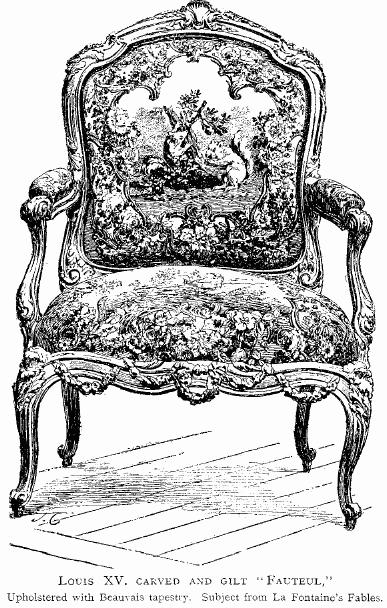
Poltrona Luigi XV

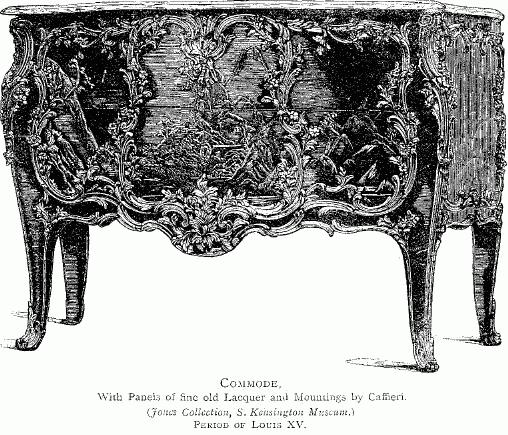
Mobile Luigi XV

A cavallo tra il XVII ed il XVIII secolo si nota un ammorbidimento della forma rigida dello stile Luigi XIV. La grandiosità della linea si perde nel capriccioso e nell'arbitrario e nasce il Rococò (o, in Francia, Stile Luigi XV). Questa volta non fu l'Italia a far espandere nel mondo il nuovo gusto perché esso si sviluppò soprattutto per merito di Cuvillier nella Germania meridionale e di Juste-Aurèle Meissonnier in Francia.
Il Rococò si afferma facilmente in tutta Europa ed in Inghilterra acquista originali sfumature, divenendo noto come stile Chippendale, dal nome del grande mobiliere Thomas Chippendale.
In Italia, fra le forme ancora esistenti di barocco, predomina il rococò veneziano e siciliano. Per decorare i mobili si usano lacche (sostanza naturale e colorata usata per rivestimenti protettivi e decorativi) che assumono sfumature proprie: lacche figurate, anche con cineserie e lacche floreali. Si producono anche lacche a buon mercato, dette lacche povere, utilizzando piccole stampe ritagliate, incollate e poi rifinite a gommalacca. Nell'arredamento assumono anche grande importanza i vetri, gli specchi, le ceramiche e le stoffe.
Anche nel Rococò il mobile non è un'opera d'arte isolata, ma è concepito per far parte di un ambiente spaziale in cui tutto si armonizza anche con le decorazioni murali e con gli specchi. Si cerca di creare un ambiente intimo e raccolto, dove un arredamento proporzionato, ridotto e fine divenga soprattutto il regno della donna. Tutto perde la sua forma monumentale e grandiosa, per assumerne una nuova che ammorbidisce, arrotonda ed ingentilisce.
Generalmente monumentale e di nuova creazione è il trumeau- composto di bei legni incisi, intarsiati e con pregevoli specchi- che si presenta come un mobile diviso in due corpi: in quello basso trovano posto i cassetti, a metà vi è una ribalta che è sormontata da un'alzata.
La comodità è sempre più cercata, così nascono vari tipi di sedie, poltrone, ottomane e sofà, tavoli tondi e leggeri, armadi bassi e comode angoliere. I motivi ornamentali vengono soprattutto ripresi dall'Oriente e fra lacche e cineserie varie predomina la conchiglia da cui il nome di stile rocaille.
In contrasto con il Rococò francese, quello inglese inventato da Thomas Chippendale si ispira a motivi orientali con una nota di semplicità e praticità ignote dall'altro lato della Manica.
Tra le tradizioni artigianali italiane eccelle l'arte di Giuseppe Maggiolini che ci ha dato lo stile da lui detto maggiolino, famoso per l'intarsio paziente, pregevolissimo e vario.
Occorre ricordare, sempre per quanto riguarda il Rococò, anche la comparsa del tavolo-scrittoio e delle sale di musica con l'affermarsi della moda dei concerti. In quelle sale anche antichi strumenti, come il clavicembalo, erano rifiniti con lo stesso stile riservato dei mobili.

## Verso il neo-classicismo
Nella seconda metà del '700 si manifesta a Roma una nuova tendenza di arredamento con un ritorno rigoroso al classicismo in anticipo su altri Paesi. Un ben più timido ritorno al passato era proposto in Francia dallo stile Luigi XVI che in quegli anni cominciava ad essere sperimentato.
Il Luigi XVI è l'ultima fase dello stile cortigiano che dà origine ai germi della nuova arte. Si ispira ad una nuova semplicità che annuncia lo stile Impero, come viene chiamato il neo-classicismo, che si affermerà in Francia con la Rivoluzione francese e soprattutto con la nascita dell'Impero di Napoleone Bonaparte.
In quegli anni gli ornamenti cominciano a cedere il posto al nuovo gusto, scompaiono progressivamente curve e volute e si afferma l'uso della linea retta.
Gli artigiani tentano, dunque, di ridare al mobile una struttura solida e chiara.

## Stile Impero (neo-classicismo)
Dello stile Impero furono ideatori gli architetti Charles Percier e Fontaine; il gusto si distingue per le forme geometriche di struttura massiccia, di perfetta simmetria; le decorazioni sono tutte in bronzo.
Il mobile, quindi, nello stile neo-classico, che raggiunge tutto il suo splendore durante l'impero di Napoleone I, va gradatamente riprendendo la sua individualità. Non si integra più con il resto dell'ambiente ma si cerca soprattutto la simmetria e l'equilibrio delle proporzioni. Le decorazioni sono date da foglie, mazzolini di fiori, ghirlande. Il mobile insomma conserva qualcosa che ricorda l'eleganza e la grazia del Rococò, presentandosi però in una struttura insolita.
In tutti gli ambienti settecenteschi, inoltre, si diffonde il gusto per l'antico già accennato nello stile Luigi XVI.

Molto influenti sono Johann Joachim Winckelmann e Anton Raphael Mengs che con i loro trattati contribuiscono a diffondere notizie e testimonianze sulle antiche forme di vita dei romani e, attraverso questi, dei greci. Giovanni Battista Piranesi, da parte sua, diffonde motivi decorativi ed altri particolari di ispirazione classicistica.
Talvolta però l'antico fu copiato totalmente, senza discernimento, usando indifferentemente per la decorazione motivi greci, romani, egiziani ed inoltre colonne, fregi, pilastri. Per tale ragione questo stile raggiunse solo negli edifici imperiali nobili affermazioni di gusto, anche se in una tonalità sempre fredda.
Nelle case avvenne una separazione di funzioni, emulando un po' quello che accadeva nelle città, e quindi la camera la pranzo si separò da quella da letto e nel Settecento nacque un locale apposito per gli incontri: il salotto.

## Stile Restaurazione e Biedermeier
Tutto ciò avviene anche per l'influenza delle mutate condizioni sociali dell'Europa. Dopo le guerre dell'Impero, infatti, si nota un decadimento nell'arredamento. La natura poco intelligente e vuota ostentazione della ricchezza della nuova borghesia sono riflesse nei vari stili che seguirono fra la Battaglia di Waterloo e la prima guerra mondiale.
In quegli anni non si crea nulla di nuovo, specialmente se di lusso, dal momento che la comodità è considerata di primo piano. Fa eccezione la duchessa de Berry che propone l'unico esempio di buon gusto: fu lei difatti a lasciare la moda dei mobili in legno chiaro.
Nel resto dell'Europa si parla di stile Vormärz ("prima di marzo", dove per marzo si intende quello del 1848). Questo termine fu poi sostituito da quello di biedermeier, tratto dal titolo di una raccolta di versi di Ludwig Eichrodt, un poeta umoristico tedesco. Il suo significato è il compendio di tutto il clima, l'ambiente, il gusto nell'arredamento della borghesia del tempo.
Si inventano anche nuovi esemplari di mobili (ad es. il comodino) e si sviluppò l'usanza di adottare, al posto delle stoffe lavorate, la carta da parati per ornare i muri.
Il secondo Impero è, insomma, una brutta copia del neo-classicismo. Lo stile Luigi Filippo ed infine lo Stile Liberty sono rispettivamente le pietre miliari che segnano il cammino lungo la strada della nuova concezione dell'arredamento.
Per la costruzione dei mobili si preferisce il legno di pero, di faggio e di ciliegio. Essi sono fatti con l'intento di offrire praticità e la già ricordata comodità. Per un esempio basta pensare alle sedie che seguivano, accompagnavano la posa e la mole del corpo. Anche le decorazioni sentono già l'influsso dell'epoca romantica. Appaiono allora i primi mobili composti, come i divani in cui si inserivano dei cassetti, armadi a vetro, scaffali a specchi. È frequente anche l'intaglio che spesso è seguito da piacevoli effetti che si ottengono con l'accostamento di legni a superfici diverse, più o meno lucide.
Giustamente però bisogna ricordare che, anche se in quest'epoca il gusto andò evolvendosi in forme piatte e fredde, si ebbero mobili e oggetti d'arredamento in cui la comodità fu cercata soprattutto senza perdere di vista il gusto dell'ornamento e delle qualità. Si riuscì, cioè, a contemperare la rigidezza dello stile classico con l'esuberanza e la grazia del Rococò.
Lo stile romantico cerca di recuperare il meglio di ogni gusto precedente ma le tappezzerie ed i tendaggi sono abbondanti e troppo carichi di colore (spesso di un rosso cupo) ed i damaschi o i velluti che rivestono le pareti contribuiscono a creare un'atmosfera un po' troppo carica e pesante.
Le linee lasciano il posto nuovamente alle curve, ma scompare quasi del tutto l'uso dell'oro sostituito da morbide sagome di noce e mogano. Nei divani e nelle poltrone piccole e romantiche a volte il legno rimane a sagomare schienale e bracciolo mentre in altre il raso o il velluto in tinte calde riveste l'intera superficie. Per i letti si fa frequente l'uso del ferro battuto o dell'ottone.
Gli uomini dell'Ottocento resero le loro abitazioni un "perfetto specchio della propria anima" caratterizzato sia da un eclettismo che riassumeva un po' i gusti di tutti i secoli precedenti, sia dall'aria soffocante per la presenza di opprimenti tendaggi e dalla passione per la natura. L'ambiente Biedermeier, di svago, di conforto, di sogno, si contrappose alla scarna prosaicità dell'arredamento dell'ambiente di lavoro.

## Fra le due guerre mondiali ed anni successivi
Dapprima si è imposto in tutta Europa il problema della ricerca di un nuovo gusto. Le soluzioni hanno oscillato tra un'imitazione del Rinascimento e del Barocco e la funzionalità pura che è venuta via via riducendo la casa a una machine à habiter.
Negli anni successivi sono sorti gusti nuovi e generi nuovissimi di arredamento che doveva essere sempre più moderno, razionale collegato al design.
Attualmente il gusto dell'arredamento è molto influenzato dai frequenti contatti tra le grandi firme dell'architettura moderna e le varie scuole di design.
Nel 1961 nasce il Salone Internazionale del Mobile.

## Design e mobile in Italia
La progettazione di arredamenti e di un mobile, specie se di stile innovativo o ricercato, ha sempre rivestito grande importanza. Grandi disegnatori e grandi architetti hanno disegnato i più bei mobili che conosciamo.
È però dalla fine degli anni cinquanta del Novecento che i designer sono diventati sempre più presenti, importanti e necessari ad un'industria del mobile che, pur realizzando una produzione di massa, punta ad un prodotto e ad un'immagine di qualità.
In Italia, si è affermato - anche a livello internazionale - uno stile, un'industria e vari designer che hanno dato corpo e lustro ad un settore caratterizzato da punti di concentrazione produttiva, localizzata principalmente in alcune aree: Cantù, Brianza, Veneto, con Bassano del Grappa- Bassanese, Cerea- Bassa Veronese, Friuli-Venezia Giulia, Valdelsa con Poggibonsi; Valdera con Ponsacco; Cascina, Pesarese.